# Ewald Dittmann

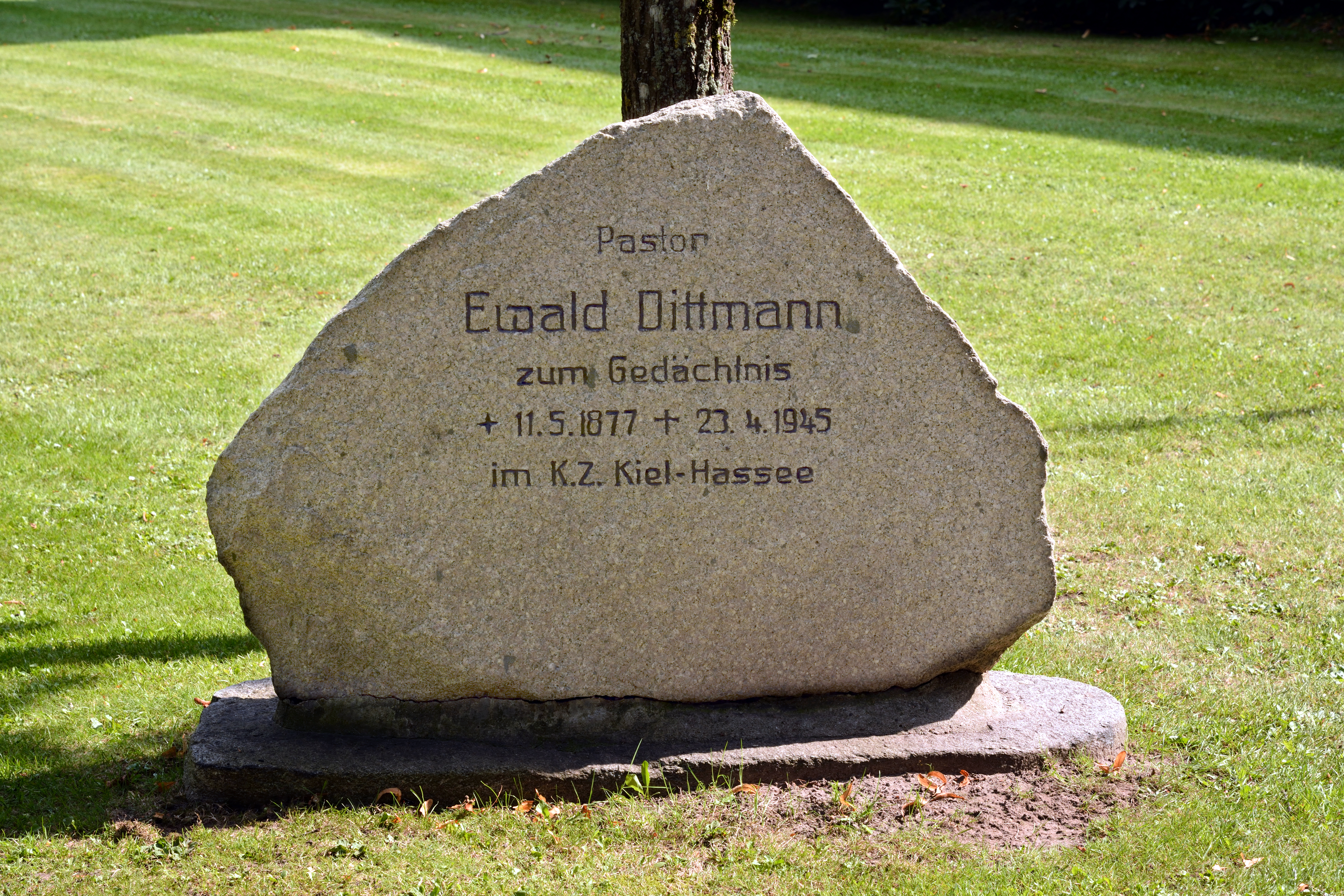
Gedenkstein in Süderhastedt

Ewald Bernhard Johannes Adolf Dittmann (* 11. Mai 1877 Süderhastedt; † 20. April 1945 Kiel-Russee) war ein deutscher evangelischer Pastor und Widerstandskämpfer gegen den Nationalsozialismus.

## Leben
Dittmann erwarb nach dem Besuch der Volksschule die Hochschulreife und studierte Evangelische Theologie. Nach dem Ablegen des Zweiten Theologischen Examens wurde er 1910 zum Pastor ordiniert und übernahm die Pfarrstelle von Galmsbüll. Von dort wechselte er 1933 in seinen Geburtsort nach Süderhastedt im Dithmarschen. In seinen Predigten spielte er immer wieder auf das sogenannte Tausendjährige Reich und den Führer an, indem er betonte, dass nur Gottes Reich ewig und allein Jesus Christus der Herr sei. Im März 1945 wurde er wegen „gemeinschaftswidrigen Verhaltens“ verhaftet und in das „Arbeitserziehungslager Nordmark“ eingeliefert, wo er Zwangsarbeit leisten musste. Kurz vor der Befreiung starb er dort.

## Nachwirkung
- Die Evangelische Kirchengemeinde Süderhastedt ehrte ihren Märtyrer durch einen Gedenkstein.[4]